# Торшилов, Юрий Васильевич
Юрий Васильевич Торшилов  (15 марта 1926, Надеждинск, Уральская область, РСФСР — 3 февраля 2002, Москва) — советский  хозяйственный руководитель и спортивный функционер, председатель Федерации волейбола СССР (1980—1989).

## Биография
Родился в городе Надеждинске (с 1939 — Серов). После окончания школы трудился на Магнитогорском металлургическом комбинате. В 1944—1949 — работал в органах госбезопасности в городах Свердловске и Нижнем Тагиле. В 1954 окончил Уральский политехнический институт. С 1954 работал на Нижнетагильском металлургическом комбинате, в том числе главным сталеплавильщиком и секретарём парткома. С 1966 — главный специалист Министерства чёрной металлургии СССР, в 1968—1982 — в аппарате Совета Министров СССР — референт, старший референт (курировал вопросы сталеплавления), заместитель заведующего отделом чёрной и цветной металлургии; в 1983—1988 — заместитель начальника отдела металлургии Госкомитета по науке и технике СССР. С 1988 на пенсии, занимался общественной работой. Награждён орденами и медалями. Заслуженный металлург РСФСР. Лауреат Государственной премии СССР.
В 1980 году Юрий Торшилов был избран председателем Федерации волейбола СССР, который занимал 9 лет. Был членом исполкома Национального олимпийского комитета СССР.
Прах захоронен в колумбарии Ваганьковского кладбища в городе Москве.

## Награды и звания
- Заслуженный металлург РСФСР
- Государственная премия СССР